# Comuna Izvoarele, Olt
Izvoarele este o comună în județul Olt, Muntenia, România, formată din satele Alimănești și Izvoarele (reședința).

## Demografie
Componența etnică a comunei Izvoarele
     Români (93,78%)
     Alte etnii (0%)
     Necunoscută (6,22%)
Componența confesională a comunei Izvoarele
     Ortodocși (93,6%)
     Alte religii (0,09%)
     Necunoscută (6,31%)
Conform recensământului efectuat în 2021, populația comunei Izvoarele se ridică la 3.218 locuitori, în scădere față de recensământul anterior din 2011, când fuseseră înregistrați 3.485 de locuitori. Majoritatea locuitorilor sunt români (93,78%), iar pentru 6,22% nu se cunoaște apartenența etnică. Din punct de vedere confesional, majoritatea locuitorilor sunt ortodocși (93,6%), iar pentru 6,31% nu se cunoaște apartenența confesională.

## Politică și administrație
Comuna Izvoarele este administrată de un primar și un consiliu local compus din 13 consilieri. Primarul, Constantin Florian[*], de la Partidul Social Democrat, este în funcție din 2012. Începând cu alegerile locale din 2024, consiliul local are următoarea componență pe partide politice:
|  | Partid                          | Consilieri | Componența Consiliului | Componența Consiliului | Componența Consiliului | Componența Consiliului | Componența Consiliului | Componența Consiliului |
|  | ------------------------------- | ---------- | ---------------------- | ---------------------- | ---------------------- | ---------------------- | ---------------------- | ---------------------- |
|  | Partidul Social Democrat        | 6          |                        |                        |                        |                        |                        |                        |
|  | Partidul Național Liberal       | 4          |                        |                        |                        |                        |                        |                        |
|  | Alianța pentru Unirea Românilor | 2          |                        |                        |                        |                        |                        |                        |
|  | Uniunea Salvați România         | 1          |                        |                        |                        |                        |                        |                        |

## Personalități născute aici
- Florea Turiac (n. 1943), poet.
- Constantin Gălbenușe (n. 1962), antrenor de box